# Сарир (бронетранспортёр)
Сарир — иранский бронетранспортёр повышенной проходимости, представленный в 2012 году компанией Defense Industries Organization во время военных учений КСИР. Не поступил в серийное производство.

## Конструкция
Сарир представляет собой полноприводный бронетранспортёр 4х4, дизельный двигатель установлен в передней части машины. Всего бронемашина может перевозить 8 человек десанта, для каждого из которых предусмотрены огневые порты по бокам. Вход в десантный отсек осуществляется через двойную дверь сзади. Сарир вооружён 14.5-мм пулемётом КПВТ, установленном на небольшой орудийной башне.